# Tenuipalpus combreti
Tenuipalpus combreti är en spindeldjursart som beskrevs av Meyer 1979. Tenuipalpus combreti ingår i släktet Tenuipalpus och familjen Tenuipalpidae. Inga underarter finns listade i Catalogue of Life.